# Anna M. Schafroth
Anna Magdalena Schafroth (* 8. Oktober 1961 in Sumiswald; † 10. Januar 2021 in Bern) war eine Schweizer Kunsthistorikerin, Kuratorin und Autorin.

## Leben
Anna M. Schafroth wurde 1961 in Sumiswald im Kanton Bern geboren. Sie besuchte das Gymnasium in Burgdorf BE und studierte anschliessend an der Universität Bern Kunstgeschichte, Architekturgeschichte und Geschichte mit Abschluss Lic. phil. hist. im Jahr 1999. 
Ab 1983 war sie Mitarbeiterin am Kunstmuseum Bern. Von 2004 bis 2006 war sie am Zentrum Paul Klee in Bern tätig. Ab 1997 realisierte sie als freie Kuratorin zahlreiche Ausstellungen in Museen der Schweiz, Deutschland und im Nationalmuseum von Bardo in Tunesien mit begleitender Publikation. Daneben verfasste sie Artikel für Lexika wie das online-Lexikon SIKART des Schweizerischen Instituts für Kunstwissenschaft in Zürich, das Allgemeine Künstlerlexikon (AKL) in München und das Schweizer Lexikon des Verlag Mengis + Ziehr, Luzern. 
Anna Schafroth war mit dem Tenor Martin Hostettler verheiratet und lebte bis zu ihrem Tod im Januar 2021 aufgrund einer Krebserkrankung in Bern.

## Publikationen (Auswahl)
- 2015 Klee Macke Moilliet. Nach hundert Jahren in Tunis, erweiterte Neuauflage, d, des Katalogs zur Ausstellung Klee Macke Moilliet – Tunis 2014, Musée National du Bardo, Tunis, 28. November 2014 bis 14. Februar 2015, mit einem Beitrag von Saloua Khaddar Zangar, Till Schaap Edition[11]
- 2010 Rot & Blau. Franz Gertsch und Max von Mühlenen. Katalog zur Ausstellung, d/e, mit einem Beitrag von Franz Gertsch, Museum Franz Gertsch, 17. April bis 5. September 2010, Burgdorf 2010.[12]
- 2009 Emil Zbinden 1908–1991. Für und wider die Zeit. Katalog zur Ausstellung, Kunstmuseum Bern 19. September 2008 bis 18. Februar 2009 und Museum der bildenden Künste Leipzig, 26. Februar bis 10. Mai 2009, mit Beiträgen von Charles Linsmayer, Susanne Petri und Guido Magnaguagno, Benteli Verlag 2008.[13]
- 2007 Louis Moilliet. Der Blick in die Ferne, Katalog zur Ausstellung, Schloss Spiez, 9. Juni bis 23. September 2007 und Städt. Wessenberg-Galerie Konstanz, 8. Dezember 2007 bis 24. Februar 2008, mit Beiträgen von Thomas Feitknecht und Hans Christoph von Tavel, Benteli Verlag 2007.[14]